# Philippe Thomas (artiste)
Pour les articles homonymes, voir Philippe Thomas et Thomas.
Philippe Thomas est un artiste français né à Nice le 7 juillet 1951, mort à Paris le 2 septembre 1995.

## Biographie
Philippe Thomas réalise des installations in situ, des peintures, des photographies, des publications.
Il commence à exposer son travail à la fin des années 1970. En 1983, il est le cofondateur du groupe IFP (Information Fiction Publicité) avec Jean-François Brun et Dominique Pasqualini.
Il se sépare du groupe en 1985 pour créer le Fictionnalisme, un mouvement artistique fictif. De 1987 à 1993, il fonde et développe l'agence readymades belong to everyone.
Basée à la Cable Gallery de New York, une succursale sera ouverte à Paris galerie Claire Burrus. L'agence propose un protocole commercial inédit : la transaction transforme l'acquéreur d'une œuvre en son auteur. Le nom Philippe Thomas était donc occulté par celui des collectionneurs et de l'agence.

## Sélection d'expositions individuelles
- AB, Mixage International, Caen, 1978
- Feux pâles, Centre d'arts plastiques contemporains de Bordeaux, Bordeaux, 1990
- Readymades belong to everyone, Musée d'art contemporain de Barcelone, Barcelone, 2000[4]
- Hommage à Philippe Thomas et autres œuvres, Mamco, Genève, 2014[5]
- Philippe Thomas: AB (1978-1980), galerie MFC-Michèle Didier, Paris, 2014[6]

## Sélection d'expositions collectives
- Lignes de vies - une exposition de légendes, Musée d'art contemporain du Val-de-Marne, Vitry-sur-Seine, 2019[7]

## Collections
- Publicité, publicité, 1988, Centre Pompidou, Paris[8]
- Pour un art de société (maquette pour une campagne d’information et de publicité), 1988, Mudam, Luxembourg[9]
- Advertising, Advertising, 1988, Fotomuseum Winterthur, Winterthur[10]

### Archives
Le fonds Philippe Thomas est conservé à la Bibliothèque Kandinsky, au Centre Pompidou à Paris.